# Andres Noormets

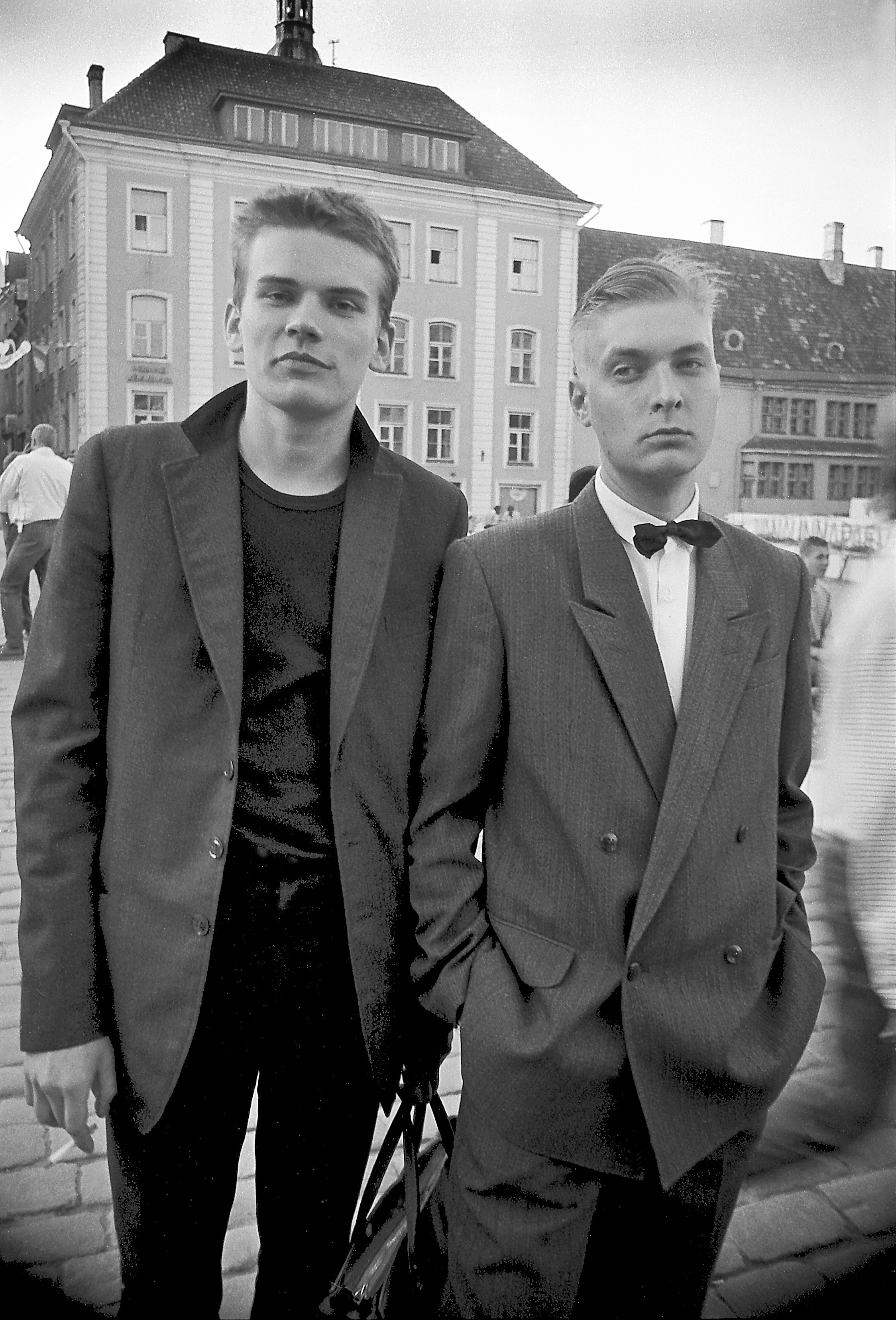
Andres Noormets (à esquerda) e Raivo E. Tamm em 1986

Andres Noormets (nascido em 1 de outubro de 1963, em Paide) é um actor, director e pedagogo teatral da Estónia.
Em 1988 formou-se no Conservatório Estatal de Tallinn pelo Departamento de Artes Cénicas.
Além de ter desempenhado papeis no teatro, ele também actuou em vários filmes e séries de televisão (por exemplo Wikmani poisid, de 1995).
Em 2018 foi premiado com a Ordem da Estrela Branca, IV classe.